# Corethrella flavitibia
Corethrella flavitibia är en tvåvingeart som beskrevs av Lane 1939. Corethrella flavitibia ingår i släktet Corethrella och familjen Corethrellidae. Inga underarter finns listade i Catalogue of Life.